# Radio (Rammstein-dal)
A Radio a német Rammstein együttes dala, ami 2019. április 26-án jelent meg második kislemezként – az első, Deutschland címűt követően – a zenekar előzetesen beharangozott hetedik stúdióalbumáról, a Rammsteinről.

## Videóklip
A dalhoz készült videóklipet Jörn Heitmann rendezte, és 2019. április 26-án, közép-európai idő szerint délelőtt 11 órakor jelent meg a Rammstein hivatalos youtube-csatornáján miután két nappal korábban ugyanott egy 26 másodperces klipelőzetes, valamint az együttes hivatalos Facebook-profilján egy 23 másodperces klipelőzetes is napvilágot látott. Április 25-én a Rammstein hivatalos Facebook-profilján megjelent hírben megnevezték azokat a nem németországi rádiókat, amik aznap, közép-európai idő szerint este 9 órakor – vagyis még a videóklip megjelenése előtt – lejátsszák a dalt. Legelőször azonban Németországban a radioeins adta le a dalt 5 perccel korábban (20:55-kor), miközben ezzel egy időben hang nélkül levetítették a videóklipet egy berlini épület falán. A videót Jörn Heitmann rendezte. A majdnem teljesen fekete-fehér videóklip és a két klipelőzetes utalásokat tartalmaz a német Kraftwerk zenekarra és Klaus Nomira.

## Számok
1. Radio – 4:37
2. Radio (twocolors remixe) – 5:00[6]

## Megjelenésének története
| Ország   | Dátum             | Formátum                     | Forrás |
| -------- | ----------------- | ---------------------------- | ------ |
| Többféle | 2019. április 26. | zeneletöltés streaming media |        |

## Fordítás
Ez a szócikk részben vagy egészben  a   Radio (Rammstein song) című angol Wikipédia-szócikk ezen változatának fordításán alapul.  Az eredeti cikk szerkesztőit annak laptörténete sorolja fel. Ez a jelzés csupán a megfogalmazás eredetét és a szerzői jogokat jelzi, nem szolgál a cikkben szereplő információk forrásmegjelöléseként.